# Rüdiger Beer (Mediziner)
Rüdiger Beer (* 3. Juni 1925 in Königsberg i. Pr.; † 18. Februar 1975) war ein deutscher Anästhesiologe und Hochschullehrer.

## Leben
Beer begann 1943 an der Friedrich-Wilhelms-Universität zu Berlin Medizin zu studieren. Zum Sommersemester 1944 wechselte er an die Albert-Ludwigs-Universität Freiburg und 1945 an die Christian-Albrechts-Universität zu Kiel. In Kiel bestand er 1950 das Staatsexamen. Im selben Jahr wurde er zum Dr. med. promoviert. 1958 habilitierte er sich an der Philipps-Universität Marburg, wo er seit 1954 an der Chirurgischen Universitätsklinik Assistenzarzt unter Rudolf Zenker war, für das Fachgebiet Anästhesiologie. 1959 ging er an die Chirurgische Universitätsklinik der Ludwig-Maximilians-Universität München, wiederum bei Zenker. Dort wurde er 1964 zum außerplanmäßigen Professor, 1967 zum außerordentlichen Professor, zudem zum Vorstand des Instituts für Anaesthesiologie, und 1970 zum ordentlichen Professor ernannt. Beer befasste sich mit Narkosen in der Herzchirurgie, besonders bei Herztransplantationen. Er wurde nur 49 Jahre alt.

## Veröffentlichungen (Auswahl)
- Anaesthesiologie, Reanimation, Intensivbehandlung. Springer, Berlin/ Heidelberg/ New York 1974.